# Ptecticus
Ptecticus är ett släkte av tvåvingar. Ptecticus ingår i familjen vapenflugor.

## Bildgalleri

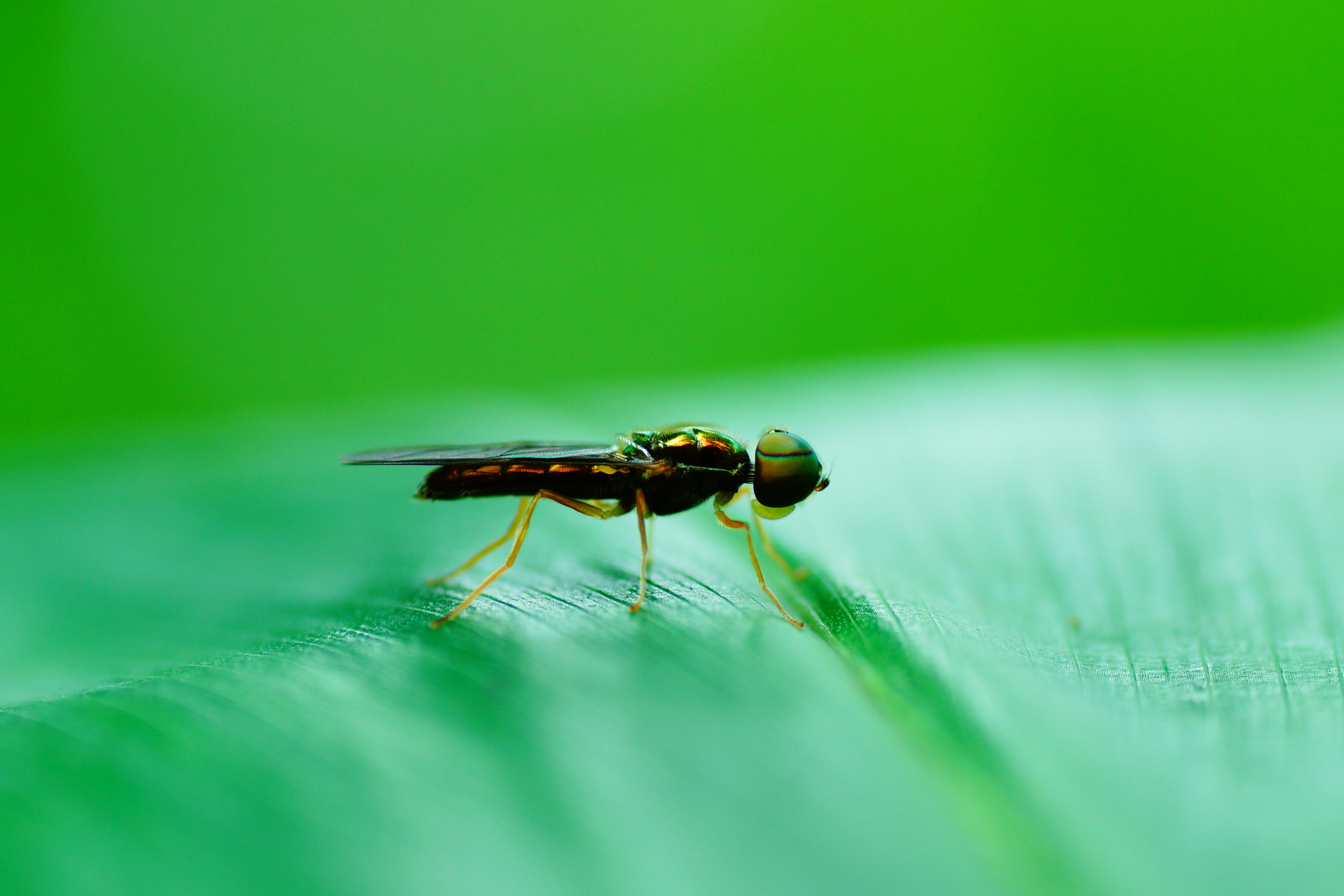

## Dottertaxa tillPtecticus, i alfabetisk ordning[1]
- Ptecticus abditus
- Ptecticus aculeatus
- Ptecticus adustus
- Ptecticus aeneithorax
- Ptecticus alticola
- Ptecticus amapanus
- Ptecticus annulipes
- Ptecticus anomalopygus
- Ptecticus archboldi
- Ptecticus assamensis
- Ptecticus aurifer
- Ptecticus aurobrunneus
- Ptecticus australis
- Ptecticus bequaerti
- Ptecticus bifidus
- Ptecticus bilobatus
- Ptecticus brevipennis
- Ptecticus breviunguis
- Ptecticus briani
- Ptecticus brunescens
- Ptecticus brunneus
- Ptecticus ciliatus
- Ptecticus cingulatus
- Ptecticus complens
- Ptecticus comstocki
- Ptecticus concinnus
- Ptecticus confusus
- Ptecticus connectens
- Ptecticus conopsoides
- Ptecticus costaricensis
- Ptecticus cyanifrons
- Ptecticus danielsi
- Ptecticus erectus
- Ptecticus evansi
- Ptecticus eximius
- Ptecticus extensipes
- Ptecticus ferrugineus
- Ptecticus ficulinus
- Ptecticus figlinus
- Ptecticus flaviceps
- Ptecticus flavifemoratus
- Ptecticus fumipennis
- Ptecticus furcatus
- Ptecticus fuscipennis
- Ptecticus gigliotosi
- Ptecticus gilvus
- Ptecticus glaucus
- Ptecticus gracilipes
- Ptecticus hansoni
- Ptecticus helvolus
- Ptecticus histrio
- Ptecticus illustris
- Ptecticus immaculatus
- Ptecticus inops
- Ptecticus insularis
- Ptecticus intensivus
- Ptecticus inversus
- Ptecticus isabelensis
- Ptecticus jamesi
- Ptecticus japonica
- Ptecticus kambangensis
- Ptecticus kerteszi
- Ptecticus kovaci
- Ptecticus kraussi
- Ptecticus lanei
- Ptecticus linearis
- Ptecticus longipennis
- Ptecticus longipes
- Ptecticus longispinus
- Ptecticus maculatus
- Ptecticus magnicornis
- Ptecticus malayensis
- Ptecticus matsumurae
- Ptecticus melanurus
- Ptecticus mesoxanthus
- Ptecticus mexicanus
- Ptecticus minimus
- Ptecticus mirabilis
- Ptecticus nebulifer
- Ptecticus neoaffinis
- Ptecticus niger
- Ptecticus nigrifrons
- Ptecticus nigritarsis
- Ptecticus nigropygialis
- Ptecticus nitidipennis
- Ptecticus okinawae
- Ptecticus okinawaensis
- Ptecticus palpalis
- Ptecticus pangmapensis
- Ptecticus papuanus
- Ptecticus perochreus
- Ptecticus petersoni
- Ptecticus petiolatus
- Ptecticus philippinensis
- Ptecticus polyxanthus
- Ptecticus pomaceus
- Ptecticus posticus
- Ptecticus proximus
- Ptecticus pseudohistrio
- Ptecticus quadrifasciatus
- Ptecticus remeans
- Ptecticus rhodesiae
- Ptecticus rogans
- Ptecticus rufipes
- Ptecticus rufus
- Ptecticus sackenii
- Ptecticus septentrionalis
- Ptecticus serranus
- Ptecticus shirakii
- Ptecticus siamensis
- Ptecticus simplex
- Ptecticus sinchangensis
- Ptecticus somereni
- Ptecticus spatulatus
- Ptecticus spatuloides
- Ptecticus srilankai
- Ptecticus subaustralis
- Ptecticus substitutus
- Ptecticus sumatranus
- Ptecticus temasekianus
- Ptecticus tenebrifer
- Ptecticus tenuis
- Ptecticus terminalis
- Ptecticus testaceus
- Ptecticus thailandicus
- Ptecticus tricolor
- Ptecticus trivittatus
- Ptecticus violaceus
- Ptecticus vitalisi
- Ptecticus woodleyi
- Ptecticus vulpianus
- Ptecticus wulpii
- Ptecticus xanthipes
- Ptecticus zhejiangensis